# Genista linifolia
Espèce
Classification phylogénétique
Synonymes
- Cytisus linifolius (L.) Lam.[1]
- Teline linifolia (L.) Webb. & Berhel.[1]

Genista linifolia, le Genêt à feuilles de lin, est une espèce de plantes à fleurs de la famille des Fabaceae. C'est un arbrisseau trouvé dans le sud de l'Europe et en Afrique du Nord. 

## Description
Genista linifolia est un arbrisseau aux tiges vertes velues et aux branches mesurant généralement de 20 à 50 cm, pouvant dépasser les 2 mètres de hauteur. Ses feuilles sont constituées de folioles coriaces, vertes, en forme de lance et à revers laineux. Les fleurs apparaissent en inflorescences denses en grappes vers les extrémités des branches. Les fleurs sont jaune vif et ressemblent à des pois. Le fruit est une gousse de légumineuse velue de 1 à 4 cm de long contenant plusieurs graines.

## Répartition
Genista linifolia est présent dans la péninsule Ibérique, dans le sud de la France, en Afrique du Nord et dans les îles Canaries.
On le trouve sur d'autres continents dans des régions au climat méditerranéen similaire, comme la Californie, l'Australie et la Nouvelle-Zélande, où il est devenu une espèce envahissante dans ces régions.
La fleur a pour parasite Arytinnis fortunata (sv) et Arytinnis romeira (sv). Le fruit a pour parasite Bruchidius lividimanus et Bruchidius villosus. La feuille a pour parasite Uromyces pisi-sativi. La tige a pour parasite Anthaxia guanche.